# Tríptico de la infamia
Tríptico de la Infamia es una novela realizada por el escritor colombiano Pablo Montoya. Publicada en agosto de 2014 por la editorial Random House y ganadora de la XIX edición del Premio Rómulo Gallegos año 2015. Fue reseñada en el diario El País de España, en el artículo Visión de los vencidos por el autor Francisco Solano el 23 de septiembre de 2015: «Tríptico de la infamia es un libro admirable, que en ningún momento, a pesar de la cruda exposición de la barbarie, se desvía del consuelo que procura la dimensión del arte frente a la tenebrosa realidad». La novela relata los diferentes hechos que ocurren cuando la mirada occidental de tres artistas del siglo XVI que forman parte de las expediciones al Nuevo Mundo descubren en circunstancias particulares lo que realmente ocurrió durante el tiempo de la Conquista y Colonización de América. 

## Argumento
La novela gira en torno al encuentro entre el viejo continente y la recién descubierta América. Europa representada por tres pintores o artistas que llegan a América con la misión de hacer registro pictórica del encuentro entre los expedicionarios y los nativos americanos. Estos tres artistas en su orden son Jaques Le Moyne, Francois Dubois y Théodore de Bry, pintores cuyo trabajo queda retratado en el título de la obra, un tríptico como panorama de la Conquista y Colonia del continente americano. 

## Antecedentes
El autor colombiano Pablo Montoya, quién en la actualidad se desempeña como profesor de literatura de la Universidad de Antioquía y con Magíster y Doctorado en Estudios Hispánicos de la Universidad de Nouvelle Sorbone, París III, hizo parte de la investigación “La visión del indio americano en el siglo XVI: entre la barbarie y la civilización” que hace parte del GEL (Grupo de Estudios Literarios) de la Universidad de Antioquia y gracias a la beca de investigación del gobierno alemán y al apoyo del CEYLA (Grupo de Estudios Europeos y Americanos) logró culminar un texto titulado:  “La representación pictórica de los indios timucuas en Jacques Le Moyne y Théodore de Bry”, publicado en el Boletín de Antropología de la Universidad de Antioquia, Vol. 29, n.º 47 en el primer semestre del año 2014.  Este artículo se convierte en la antesala de su novela, en palabras del mismo Montoya: 

El otro resultado de esta pasantía ha sido terminar la novela Los pintores del mundo que será editada en el transcurso del 2014. La novela trata, justamente, sobre el encuentro de Europa y América a través de la vida de tres pintores protestantes del siglo XVI entre los cuales se encuentran Théodore de Bry y Jacques Le Moyne.
Pablo Montoya

 Finalmente el autor decide titular a su obra Tríptico de la Infamia:

La novela se llama Tríptico de la infamia porque tiene una relación muy fuerte con el aspecto pictórico. Así, está dividida en tres partes: la primera dedicada a Jacques Le Moyne, la segunda a François Dubois y la tercera a Théodore de Bry. Es así como el lector puede encontrar tres apartados que son aparentemente independientes, pero puede establecer puentes entre los tres. Como un tríptico.
Pablo Montoya

### Contexto histórico
El escenario es Europa, varias ciudades de Francia en medio de las Guerras de religión de Francia, del siglo XVI en medio de los enfrentamientos de los católicos contra los protestantes calvinistas, denominados hugonotes, fueron cerca de 8 conflictos civiles, que dejaron cientos de víctimas, desde el año 1562 al año de 1598. En medio de este panorama bélico también se desarrolla La Escuela de cartografía de Dieppe, durante los años de 1540 y 1585, varios artistas, cartógrafos, navegantes y expedicionarios del nuevo mundo realizaron muchos de los más importantes planisferios, mapamundis y mapas del viejo y nuevo continente. Montoya toma como punto de partida este momento histórico para narrar la historia de tres artistas que viajan a América con el fin de registrar las expediciones francesas enviadas por el rey Carlos IX de Francia. 

## Estructura

### Primera Parte. Le Moyne

#### Personajes
- Jacques Le Moyne: el cartógrafo de Dieppe, joven dibujante que inicia como arcabucero en defensa de del almirante Gaspard de Coligny. Termina haciendo parte del equipo de la expedición a América del capitán René Laudonniere.
- Philippe Tocsin: Maestro cartógrafo, de cartas de navegación y planisferios de Jacques Le Moyne.
- Ysabeau: Novia de Jaques Le Moyne
- René Laudonnière: capitán de la expedición al Nuevo Mundo, a las órdenes del almirante Gaspard de Coligny quien recibía órdenes directas de Carlos IX
- Ottigny – Vasseur: lugartenientes de la expedición
- D´Arlach: alférez
- La Caille: sargento de banda
- Caroline: sirvienta de la expedición
- Nicolás Barré: sobreviviente expedición a Brasil
- L´Habit: el pastor
- La Roquette, Genre y Etienne: soldados que se sublevan de la orden Laudonniere

NATIVOS: 
- Athore: rey nativo timucua
- Saturiona: rey principal timucua de la zona
- Kututuka: nativo timucua El que pinta', compañero de Jacques Le Moyne en las jornadas de pintura del nuevo mundo.
- Rey Utina: líder indígena Timucua

#### Sinopsis
Jacques Le Moyne, un joven dibujante de la ciudad de Dieppe en Francia, en el siglo XVI, termina como asistente del famoso cartógrafo Philippe Tocsin. En su taller tiene un primer acercamiento a los nuevos artefactos de medición, así como también aprende y desarrolla sus habilidades para recrear mapamundis, planisferios, cartas de navegación, etc, de la mano de su maestro. El objetivo de este trabajo en conjunto era desarrollar un portulano que diera prueba de los últimos descubrimientos geográficos, sin ningún error o corrección como todos los diseños antecedentes. Tocsin recibe la invitación de su amigo el capitán naviero René Laudonniere para que lo acompañe en una expedición al Nuevo Mundo, misión que le fue asignada por el propio almirante Gaspard de Coligny, bajo las órdenes del rey Carlos IX. El objetivo de la expedición consistía en establecer una colonia en las Tierras Floridas, de protestantes calvinistas o como se denominaban hugonotes, en sustitución de su anterior denominación, luteranos, para confrontar las colonias de la España católica. 
Tocsin declina la invitación de su amigo Laudonniere y confía en su ayudante esta misión, así es que Jacques Le Moyne termina en las Tierras Floridas, actualmente Norteamérica, la península de Florida en el estado de Carolina del Norte. Allí conoce a las comunidad indígena Timucua y establece una relación de contacto a través de la pintura. Su trabajó consistía en hacer registro por medio de dibujos, pinturas, etc. de cuanto el capitán solicitara, así como también de aquellas situaciones que le causaban tanta admiración y curiosidad en el Nuevo Mundo. Los enfrentamientos entre tribus, las sublevaciones de sus compañeros de expedición, así como la inminente llegada de los conquistadores españoles hacen de esta travesía una experiencia para Le Moyne que le cambia la vida

## Premios y reconocimientos
- Premio Rómulo Gallegos (CELARG, Fundación Centro de Estudios Latinoamericanos Rómulo Gallegos, año 2015)